# Об'єднання Китаю царством Цінь
Війни за об’єднання Цінь були серією військових кампаній, розпочатих наприкінці 3 століття до нашої ери державою Цінь проти інших шести великих китайських держав — Хань, Чжао, Янь, Вей, Чу та Ці .
Між 247 і 221 рр. до н. е. Цінь став однією із наймогутніших із семи воюючих держав у Китаї. У 230 році до нашої ери Ін Чжен, король Цінь, розв'язав останні кампанії періоду Воюючих царств, намагаючись підкорити решту держав одну за одною. Після падіння Ці в 221 році до нашої ери Китай був об'єднаний під контролем Цінь. Ін Чжен проголосив себе « Цінь Ши Хуан » (що означає «Перший імператор Цінь») і заснував династію Цінь, ставши першим суверенним правителем об’єднаного Китаю .

### Перші завоювання Цінь
Протягом періоду Воюючих держав держава Цінь перетворилася на наймогутнішу з семи великих держав Китаю, особливо після реформ Шан Яна в середині 4 століття до нашої ери. Інші шість держав неодноразово приймали політику «вертикального альянсу» або хецзун (合縱), до якої всі вони приєднувалися як союзники проти Цінь. Сама держава Цинь іноді об'єднувалася з іншими державами в «горизонтальний союз» або лянхен (連橫), ведучи численні війни один проти одного.
У 316 році до н. е. Цінь розширився на південь до Сичуаньської западини, завоювавши держави Ба та Шу . У 278 р. до н.е. ціньський генерал Бай Ці напав на Чу з нової завойованої землі в Сичуані. Столиці Чу Ін і Чень (陳) були захоплені, а землі Чу на захід до річки Хань були втрачені. У 272 році до нашої ери Цинь завоював державу Сіжун Іцюй . Після того, як останній міждержавний альянс проти Ци закінчився в 284 році до н. е., Цінь почав вести численні війни проти північної держави Чжао в 283, 269 і 265 роках до нашої ери.
У 269 році до нашої ери Фан Суй став головним радником Цінь. Він виступав за авторитарні реформи, безповоротну експансію та союз з віддаленими державами для нападу на сусідні держави. У 265 році до нашої ери король Цинь Чжаосян напав на регіон Шанданг у державі Хань. Губернатор Шандана відмовився здатися і подарував його королю Чжао. Армії Цінь і Чжао були замкнені в 2-річній облозі Чанпіна, яка завершилася вирішальною поразкою Чжао від армії Цінь. У 257 році до нашої ери армія Цінь не змогла взяти в облогу столицю Чжао Ханьдань і зазнала поразки від союзних сил Чжао, Вей і Чу.
За часів короля Наня з Чжоу королі династії Чжоу втратили майже всю політичну та військову владу, їхня коронна земля була розділена на дві держави: Західне Чжоу з центром у Ванченгу та Східне Чжоу з центром у Ченчжоу . Сили Цінь завоювали Західний Чжоу в 256 році до нашої ери, заволодівши Дев'ятьма Котлами (九鼎) і тим самим символічно ставши Сином Неба. У 249 році до нашої ери новий цар Цинь Чжуансян завоював Східну Чжоу, поклавши кінець 800-річній династії Чжоу.

### Перший імператор Ін Чжен
У 238 році до н. е. Ін Чжен, король Цинь, перебрав владу після усунення своїх політичних суперників Лю Бувея та Лао Ая . За допомогою Лі Сі, Вей Ляо (кит.: 尉繚) та інших Ін Чжен сформулював план завоювання інших шести великих держав і об’єднання Китаю.  План, який зосереджувався на анексії кожної держави окремо, ґрунтувався на «союзі з далекими державами та нападі на сусідні», що є однією з Тридцяти шести стратагем . Її ключовими кроками були союз з Янь і Ці, стримування Вей і Чу, а також завоювання Хань і Чжао .

## Об'єднання

### Завоювання Чжао
З 283 по 257 рік до нашої ери Цінь і Чжао воювали в кровопролитних війнах. Поразка Чжао від Цинь під Чанпіном у 260 р. до н.е. серйозно послабила останню державу.
У 232 р. до н. е. сили Цінь розділилися на дві групи, щоб атакувати Фанву (кит.: 番吾; сучасний повіт Ліншоу, Хебей) і Ланмен (кит.: 狼孟; сучасний повіт Янцю, Шаньсі ), але знову зазнали поразки від армії Чжао на чолі від Лі Му . Однак сили Чжао також зазнали великих втрат і змогли відступити лише для захисту своєї столиці Ханьдань .
| Короткий зміст подій | Короткий зміст подій                                                      |
| рік                  | Подія                                                                     |
| -------------------- | ------------------------------------------------------------------------- |
| 230 рік до нашої ери | - Хань була завойована Цінь.                                              |
| 228 рік до нашої ери | - Чжао був завойований Цінь.                                              |
| 225 рік до нашої ери | - Вей був завойований Цінь.                                               |
| 223 рік до нашої ери | - Чу був завойований Цінь.                                                |
| 222 рік до нашої ери | - Янь і Дай були завойовані Цінь. - Уюе було підкорене Цінь.              |
| 221 рік до нашої ери | - Ці здався Цинь. - Китай був об'єднаний під керівництвом династії Цінь . |

### Завоювання Хань
Хань була найслабшою з семи держав і раніше кілька разів зазнавала нападів Цинь. У 230 р. до н. е. армія Цінь під проводом Нейші Тена (кит.: 內史騰)  рушила на південь, перетнула Хуанхе та завоювала Чжен (кит.: 鄭; сучасний Сіньчжен, Хенань ), столицю Хань, в межах один рік. Король Хань Ан здався, і Хань потрапив під контроль Цинь. Територія Хань була реорганізована, щоб утворити командування Імперії Цінь Інчуань  зі столицею командування в Янді (кит.: 陽翟; сучасний Ючжоу, Хенань ).

## Наслідки

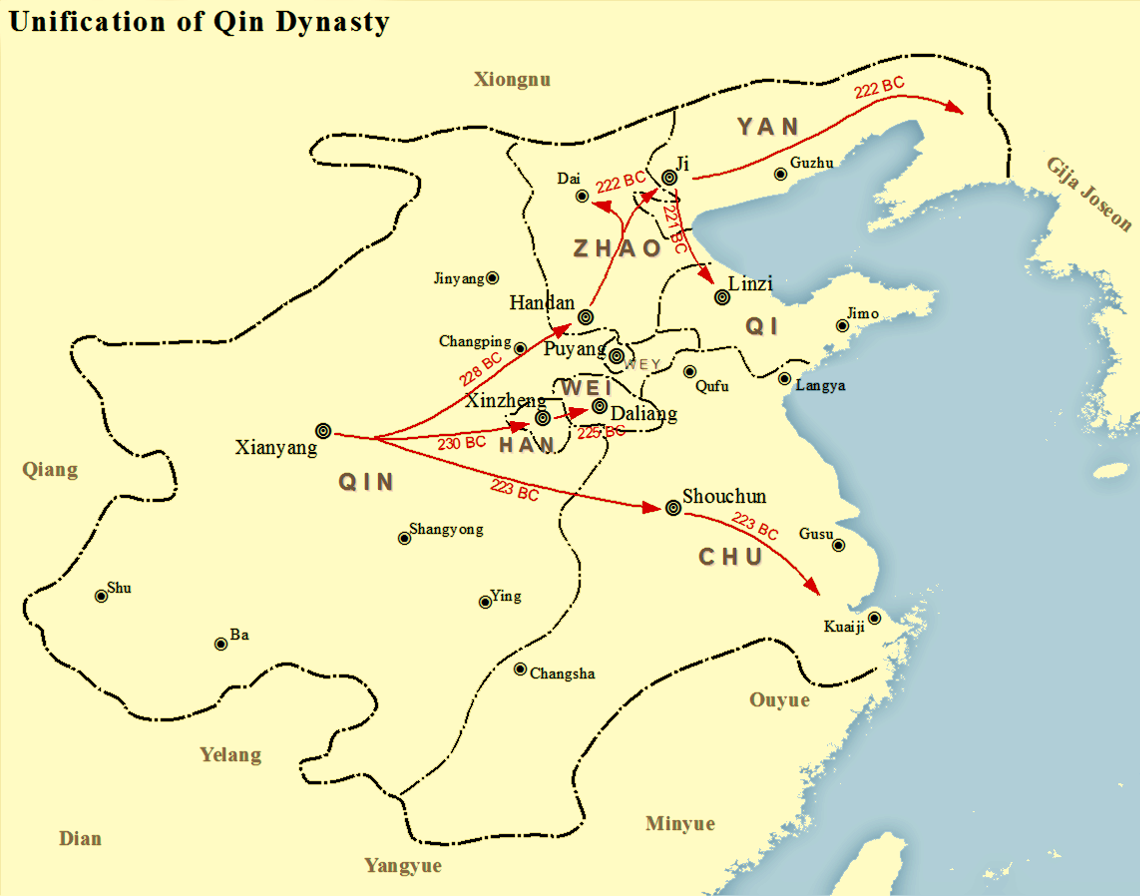
Карта об'єднання Цінь

У 221 році до н. е., після завоювання Ці, Ін Чжен оголосив себе «Цинь Ши Хуан» (кит.: 秦始皇) і заснував династію Цінь. Столицею Імперії був Сяньян (сучасний Сіань, Шеньсі ).
Експансіоністські амбіції імператора не закінчилися об'єднанням Китаю. У 215 р. до н. е. він наказав Мен Тіаню очолити понад 300 000 військ, щоб відігнати кочівників хунну, які вторглися на територію з часів періоду Воюючих царств . Після великої перемоги над хюнну війська Цінь підсилили та побудували укріплення, яке стало Великою китайською стіною, що простягнулася на схід від Ляодунського півострова на захід від Лопнура, щоб запобігти поверненню кочових племен знову.
На півдні армія Цинь, що налічувала приблизно 500 000 військових, напала на стародавню державу Юе та підкорила народи Юе, які населяли території навколо сучасних Цзянсу, Чжецзяна, Фуцзяня та Гуандуна . Під час битви було оголошено ще один проект із будівництвом масивного каналу від імперської столиці Сяньян, до держави Юе. Це був головний ключ до перемоги під час завоювання південного королівства Цинь, і держава Юе стала васалом імперії Цинь на більше десять років. Після цих двох переможних битв Цинь Ши Хуанді зміг створити централізовану імперію, яка стала основою майбутніх китайських династій. Незважаючи на те, що династія Цінь проіснувала лише 15 років, її вплив на історію Китаю тривав на багато століть. 
У 209 році до нашої ери, під час правління другого імператора Цінь, Чень Шен і У Гуан підняли повстання, щоб повалити династію Цінь через жорстоку та репресивну політику уряду Цінь. Незважаючи на те, що повстання було придушено імперськими силами Цінь, протягом наступних трьох років по всій імперії Цінь спалахнуло кілька інших повстань. Третій і останній імператор Цінь, Цзиїн, здався повстанцям під проводом Лю Бана в 206 році до нашої ери, поклавши кінець династії Цінь. Декілька повстанських сил заявили, що відновлюють колишні держави, завойовані Цінь, і з'явилося багато претендентів на престоли колишніх держав. У 206 році до н. е. столиця імперії Цінь, Сяньян, була завойована та розграбована військами Сян Юя, нащадка генерала Чу Сян Яня. Потім Сян Юй і Лю Банг вступили в боротьбу за владу за контроль над Китаєм . Боротьба за владу завершилася в 202 році до нашої ери перемогою Лю Бана, який заснував династію Хань.